# Doppio gioco a San Francisco
Doppio gioco a San Francisco (Foul Play) è una serie televisiva statunitense in 10 episodi di cui 7 trasmessi per la prima volta nel corso di una sola stagione nel 1981. È basata sul film Gioco sleale del 1978.

## Trama
Gloria Munday e il suo fidanzato Tucker Pendleton, un poliziotto, cercano di risolvere numerosi crimini commessi nella città di San Francisco. A dar loro manforte sono il capitano della polizia Jakoby e un assistente di Gloria, Stella Finkle.

## Personaggi e interpreti
- Tucker Pendleton III, interpretato da Barry Bostwick.
- Stella Finkle, interpretato da Mary Jo Catlett.
- Gloria Mundy, interpretato da Deborah Raffin.
- Capitano Jakoby, interpretato da Richard Romanus.
- Sweeney, interpretato da Richard Narita.
- Colonnello Mustard, interpretato da William Waterman.

## Produzione
La serie fu prodotta da Paramount Television e girata negli studios della Paramount a Hollywood in California. Le musiche furono composte da Charles Fox. Tra gli sceneggiatori è accreditato Steven E. de Souza.

## Distribuzione
La serie furono trasmessi i primi sette episodi negli Stati Uniti dal 26 gennaio 1981 al 23 agosto 1981
In Italia è stata trasmessa su RaiUno con il titolo Doppio gioco a San Francisco.

## Episodi
| Stagione       | Episodi          | Prima TV USA |
| -------------- | ---------------- | ------------ |
| Prima stagione | 10 (7 trasmessi) | 1981         |